# Андраде Бритеш, Кристоф
Кристоф Андраде Бритеш (порт. Christophe Andrade Brites; 8 июня 2007, Люксембург) — люксембургский футболист, полузащитник клуба «Ф91 Дюделанж».

## Карьера
Кристоф присоединился к академии «Ф91 Дюделанж» в 2015 году. В 2023 году Бритеш представлял Люксембург в сборных до 16 и до 17 лет, проведя в общей сложности 7 матчей и забив один гол за команду до 17 лет.
5 сентября 2024 года Бритеш дебютировал за сборную Люксембурга в матче Лиги наций УЕФА против Северной Ирландии, выйдя на замену на 74-й минуте.